# Marungur
Marungur es una ciudad y nagar Panchayat situada en el distrito de Kanyakumari en el estado de Tamil Nadu (India). Su población es de 11236 habitantes (2011).

## Demografía
Según el censo de 2011 la población de Marungur era de 11236 habitantes, de los cuales 5591 eran hombres y 5645 eran mujeres. Marungur tiene una tasa media de alfabetización del 90,49%, superior a la media estatal del 80,09%: la alfabetización masculina es del 93,13%, y la alfabetización femenina del 87,88%.